# ليتل برفرد (بيدفوردشير)
ليتل برفرد (بالإنجليزية: Little Barford)‏ هي قرية و أبرشية مدنية تقع في المملكة المتحدة في إنجلترا.